# Handelsteori
Handelsteori är en disciplin inom nationalekonomi som arbetar med vetenskapliga teorier rörande handel mellan olika länder. Inom handelsteori undersöker man bland annat på vilket sätt välståndet i ett land kan öka genom handel med utlandet.
Inom den handelsteoretiska forskningen försöker man bland annat finna modeller som beskriver principer för fri handel respektive tullmurar. Tidig handelsteori, som sedan länge betraktas som omodern i västerländska länder, utgick från att länder kunde öka sin rikedom genom att producera och exportera mer än de konsumerade och importerade. Denne teori, som var en del av den så kallade merkantilismen, strävade alltså efter en positiv handelsbalans i utrikeshandeln, där det gällde att exportera mer än man importerade. Merkantilisterna hävdade att mängden guld i ett land var den bästa indikatorn på hur rikt landet var, en uppfattning som idag betraktas som irrelevant.
Moderna liberala handelsteorier menar att exporten ska vara ungefär lika stor stor som importen och att länder automatiskt blir rikare ju mer de handlar med utlandet. Med frihandeln får länder en högre bruttonationalprodukt jämfört med om de hade haft en mer reglerad utlandshandel.